# 布加勒斯特尤文圖斯體育俱樂部
布加勒斯特祖雲達斯體育會（CS Juventus București）是一支位於羅馬尼亞布加勒斯特的職業足球會，目前於羅馬尼亞足球甲級聯賽角逐。

## 榮譽
羅馬尼亞足球丙級聯賽
- 冠軍 (1): 2009–10
- 亞軍 (5): 1998–99, 2001–02, 2006–07, 2007–08, 2014–15

## 外部連結
- Official website （页面存档备份，存于）